# 摩卡壶

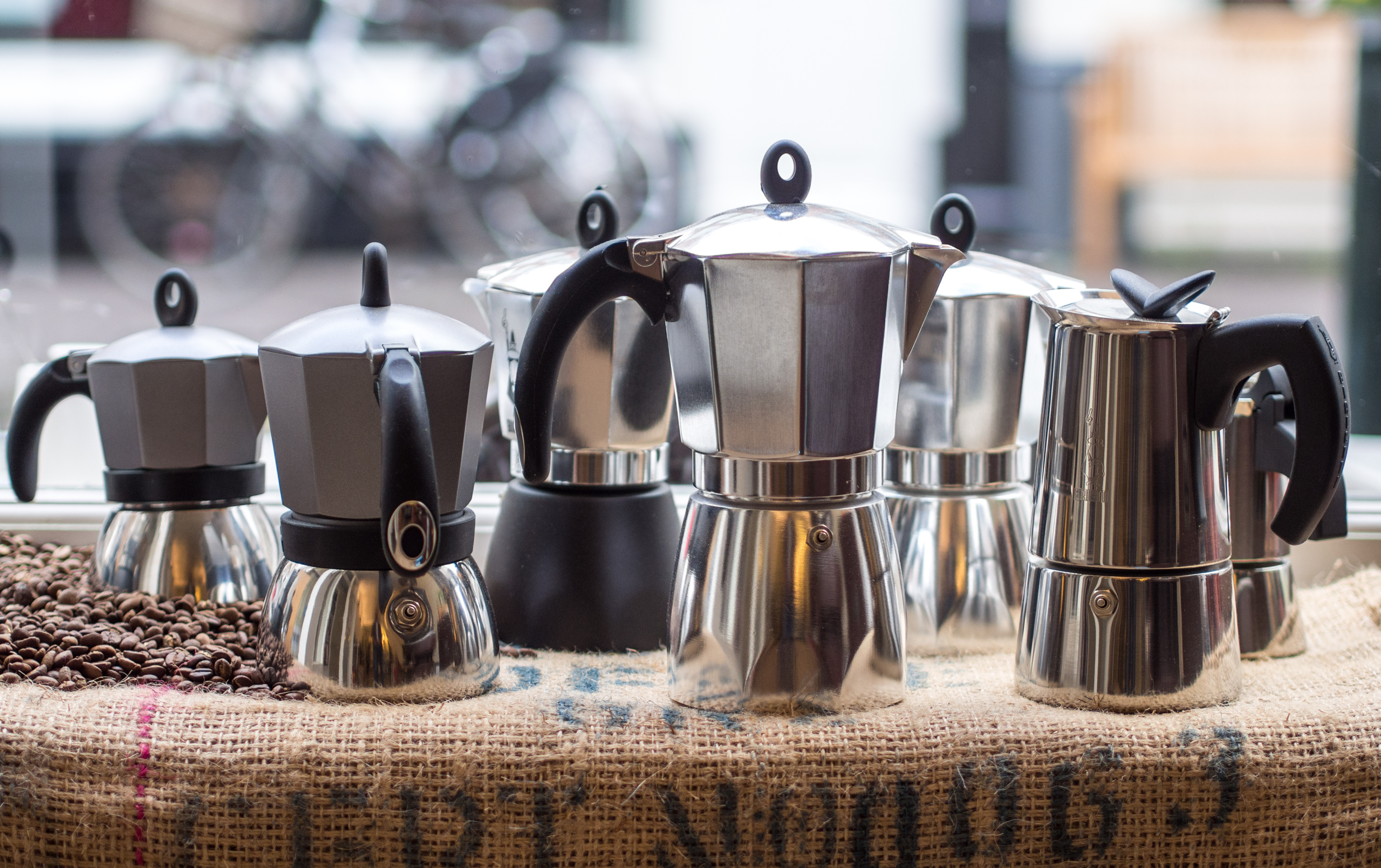
各種摩卡壺

摩卡壺的運作示意動畫

摩卡壺（英語：Moka pot），又稱蒸氣沖煮式咖啡壶，是一种利用水沸腾时产生的压力来帮助烹煮咖啡之工具，最早起源於義大利，由Luigi De Ponti與阿方索·拜爾拉提（Alfonso Bialetti）在1933年發明。

## 歷史
從當地婦女使用的洗衣機上看到一個可運用在煮咖啡上的構造。當時的洗衣機中間有一根金屬的管子，將加熱後的肥皂水從洗衣機的底部吸上來再噴到衣服的上方。阿方索·拜爾拉提從此處得到靈感，製作出世界上第一隻通過蒸汽壓力而萃取咖啡的家用咖啡壺，讓人們可以在家就煮出咖啡館般的好咖啡。

## 運作

### 運作原理
如右图所示，咖啡壶以鋁或不鏽鋼製成，分为上下两部分，中间以导管连通。用来盛水的下壺，壺身有一壓力過大時會自動洩壓的洩壓閥，当对咖啡壶底部加热至沸腾后，水转化为水蒸气，水面上压力增大。于是开水从导管进入到上面盛放研磨咖啡的粉槽。經過濾網過濾後進入上壺，之后便可饮用。
在使用摩卡壺時，咖啡粉的研磨粗細程度對萃取效果至關重要。由於摩卡壺的萃取時間相對短暫（通常為數分鐘），研磨粗細需精確控制以平衡風味與濃度。一般而言，適用於摩卡壺的咖啡粉應研磨至中等細度，其顆粒大小介於滴漏式咖啡（較粗大）與濃縮咖啡（極細緻）之間。過細的咖啡粉可能堵塞濾網或導致過度萃取，產生苦澀味；而過粗的咖啡粉則可能造成萃取不足，影響咖啡的濃郁度。理想的研磨粗細應確保熱水能在短時間內充分萃取咖啡的油脂與芳香化合物，同時避免雜質過多。最終沖泡出的咖啡，其濃度明顯高於傳統滴濾咖啡，風味更為濃縮且帶有豐富的口感，接近義式咖啡的特性，但因壓力較低（約1.5巴，遠低於義式咖啡機的9巴），其質地與 crema（咖啡油脂層）的形成略有不同。

### 使用方式
1. 準備階段：選擇新鮮烘焙的咖啡豆，並使用研磨機將其研磨至適宜的粗細度（建議使用錐形磨盤研磨機以確保顆粒均勻）。同時檢查摩卡壺的各部件是否清潔，尤其是濾網與導管，避免殘留咖啡渣影響風味。
2. 裝水：將冷水或室溫水注入下壺，水位應控制在洩壓閥下方約0.5厘米處，避免過量水阻礙壓力生成。使用過熱的水（如預先煮沸）可能加速萃取過程，但會降低風味的層次感。
3. 填充咖啡粉：將研磨好的咖啡粉均勻填入粉槽，輕輕壓平表面，但不需過分壓實，因為過高的密度可能阻礙水流通過。粉量應與壺的容量匹配（例如，3杯份摩卡壺約需15-18克咖啡粉）。
4. 組裝與加熱：將粉槽置於下壺上方，旋緊上壺，確保密封良好。將摩卡壺置於熱源上，使用中小火加熱，以避免過快沸騰導致萃取不均。加熱過程中可聽到水蒸氣通過導管的聲音，此為正常現象。
5. 萃取與完成：當上壺開始流出咖啡液時，觀察其顏色與流速。初始流出的咖啡應呈深棕色，隨後逐漸變淺。若聽到明顯的咕嚕聲，表示萃取接近尾聲，此時應立即移除熱源，以免過熱產生焦味。
6. 清潔及後續：萃取完成後，將咖啡倒入杯中飲用，並迅速清洗摩卡壺，避免咖啡油脂殘留氧化影響下次使用。

## 維護
新摩卡壺首次使用前，建議「空煮」一次，即不加咖啡粉，僅用水煮沸並通過系統，以消毒並去除製造殘留，避免影響風味。使用後，壺內、濾網及上壺會留下一層咖啡殘渣，保留此層有助隔絕鋁質壺體，防止金屬味滲入咖啡。
清潔時只用熱水沖洗，避免肥皂或洗碗精，以免破壞保護層或留下異味。定期檢查並更換橡膠密封圈、濾片及壓力閥，偶爾拆下濾網與漏斗，用螺絲起子輕撬噴嘴內部，清洗背面殘渣後復位。鋁製摩卡壺不可用洗碗機，因洗劑中的氫氧化鈉會腐蝕表面氧化層。妥善保養可延長壽命並確保咖啡品質。